# Шелатонь, Евгений Герасимович
Евге́ний Гера́симович Шелатонь (29 декабря 1914, Борщень, Российская империя — 27 сентября 2009, Саров, Россия) — деятель советской промышленности, директор первого производства (завода № 1) ВНИИЭФ. Герой Социалистического Труда (1981), лауреат Ленинской премии, Сталинской премии 3-й степени и Государственной премии СССР.

## Биография
Евгений Шелатонь родился в деревне Борщень Курской губернии (ныне Большесолдатского района Курской области).
С 1927 года с семьёй жил в городе Джанкой в Крыму. В 1931 году окончил семилетнюю школу, работал бурильщиком артезианских скважин. В 1934 году поступил в Воронежский авиационный техникум. Окончив учёбу, получил квалификацию «техник-механик по конструированию самолётов». Тогда же окончил Воронежской аэроклуб.
Был направлен на авиационный завод в Воронеже. Занимал должности технолога, старшего мастера, начальника участка, заместителя начальника цеха, а с 1944 года — начальника цеха окончательной сборки одного из крупнейших авиационных заводов СССР.
В 1952 году по решению ЦК ВКП(б) направлен для работы в атомную отрасль и прибыл в КБ-11 при Лаборатории № 2 АН СССР в город Кремлёв. Занимал должности начальника цеха, в 1953 году стал начальником производственно-диспетчерского отдела, начальником ППО завода.
С 1956 года — начальник спецпроизводства, затем главный технолог — заместитель главного инженера первого производства. В 1960 году был назначен директором завода № 1 ВНИИЭФ.
Евгений Герасимович отдавал работе много сил. Учитывал многие нюансы, был внимателен к мелочам, но при этом подчиненные никогда не слышали от него грубого слова. Решал как государственные вопросы, так и вопросы повышения производительности производства и проблемы отдельных людей.
Указом Президиума Верховного Совета СССР от 15 сентября 1981 года за выдающиеся заслуги в создании и освоении серийного производства новых видов спецтехники Шелатоню Евгению Герасимовичу был присвоено звание Героя Социалистического Труда.
В 1987 году ушёл на пенсию.
Умер 27 сентября 2009 года. Похоронен на городском кладбище города Сарова.

## Награды
- Три Ордена Ленина (1956, 1961, 1981)
- Орден Октябрьской Революции (1974)
- Орден Трудового Красного Знамени
- Медаль «За трудовую доблесть»
- Медаль «За доблестный труд в Великой Отечественной войне 1941-1945 гг.»
- Почётный гражданин города Сарова (1982)
- Ленинская премия (1961)
- Сталинская премия 3-й степени (1953)
- Государственная премия СССР (1976)
- другие награды